# Hau (Kürten)
Hau ist ein Wohnplatz in der Gemeinde Kürten im Rheinisch-Bergischen Kreis. Er ist nicht zu verwechseln mit Hau bei Bechen.

## Lage und Beschreibung
Der kleine Ort liegt an einer Stichstraße in der Nähe von Ahlendung. Die postalische Adresse ist Ahlendung.

## Geschichte
Der Ort ist auf der Preußischen Uraufnahme von 1840 ohne Benennung an einem Weg südwestlich von Sülze verzeichnet. Ab der Preußischen Neuaufnahme von 1892 ist er auf Messtischblättern regelmäßig als Hau verzeichnet. 
Im Gemeindelexikon für die Provinz Rheinland von 1888 werden ein Haus und vier Einwohner für Hau in der Gemeinde und Bürgermeisterei Kürten (Kreis Wipperfürth, Rheinprovinz) aufgeführt.
1895 hatte der Ort ein Haus mit vier Einwohnern.
1905 besaß der Ort fünf Häuser mit 26 Einwohnern.
1927 wurde die Bürgermeisterei Kürten in das Amt Kürten überführt. In der Weimarer Republik wurden 1929 die Ämter Kürten mit den Gemeinden Kürten und Bechen und Olpe mit den Gemeinden Olpe und Wipperfeld zum Amt Kürten zusammengelegt. Der Kreis Wipperfürth ging am 1. Oktober 1932 in den Rheinisch-Bergischen Kreis mit Sitz in Bergisch Gladbach auf. 1975 entstand aufgrund des Köln-Gesetzes die heutige Gemeinde Kürten, zu der neben den Ämtern Kürten, Bechen und Olpe ein Teilgebiet der Stadt Bensberg mit Dürscheid und den umliegenden Gebieten kam.